# العشاء الأخير (لوحة)
العشاء الأخير (بالإيطالية:  L'Ultima Cena)‏ هي لوحة جدارية لفنان عصر النهضة العليا الإيطالي ليوناردو دا فينشي، يرجع تاريخها إلى حوالي 1495-1498، محفوظة في قاعة طعام كنيسة سانتا ماريا ديلي غراسي في ميلانو بإيطاليا. تمثل اللوحة مشهد العشاء الأخير ليسوع مع تلاميذه الاثني عشر، كما ورد في إنجيل يوحنا - وتحديدًا اللحظة التي تلت إعلان يسوع أن أحد تلاميذه سيخونه. إن تعاملها مع الفضاء وإتقان المنظور ومعالجة الحركة والعرض المعقد للعاطفة الإنسانية جعلها واحدة من أكثر اللوحات شهرة في العالم الغربي ومن بين أشهر أعمال ليوناردو. يعتبرها بعض المعلقين محورية في تدشين الانتقال إلى ما يسمى الآن عصر النهضة العليا.
يصف ليوناردو دا فينشي في مذكراته في «كودكس أتلانتكس» أنه بعد أن أبحر في زورق من بيلاجيو، ربما نزل على شاطئ صغير في ليرنا ثم صعد إلى أولتشيو.
في الصفحة 573 يذكر وجود حفرة (busa) تطل على بحيرة كومو ويقود إليها 200 درجة وصولاً إلى كنيسة سوبرا أولتشيو.
المنظر الذي تراه من الكنيسة باتجاه البحيرة يظهر في الخلفية في لوحة "العشاء الأخير" لـليوناردو دا فينشي.
يمكن رؤية برج الجرس لكنيسة سوبرا أولتشيو بالقرب من الأذن اليمنى لـيسوع في لوحة "العشاء الأخير" الموجودة في ميلانو.
على عكس ما يعتقد الكثيرون فإن الرسام لم يستعمل تقنية الفريسكو في هذه اللوحة بل لجأ إلى التلوين المباشر على الحائط وذلك لكي يحصل على حرية أكبر في تنويع الألوان وأدى ذلك إلى سرعة تلف اللوحة واحتياجها إلى عمليات ترميم متعددة كان أولها بعد عشرين عاما فقط من إنهائها.
أثارت هذه اللوحة الكثير من التساؤلات عن شخصية ليوناردو دا فينشي حيث تحتوي العديد من العناصر التي لا تنتمي إلى المفاهيم المسيحية التقليدية التي رسمت اللوحة أساسا للتعبير عنها. يعتقد البعض أن هذه اللوحة ضمن العديد من أعمال دا فينشي تحتوي على إشارات خاصة إلى عقيدة سرية مخالفة للعقيدة المسيحية الكاثوليكية التي كانت ذات سلطة مطلقة في ذلك العصر.
أثيرت أسئلة كثيرة حول شخصية يوحنا في لوحة العشاء الأخير للفنان ليوناردو دا فينشي والذي كان موقعه فيها إلى جانب المسيح حيث قدمته الرواية على أنه مريم المجدلية، ولكن بكل الأحوال جنح معظم الفنانين المعاصرين لدا فينشي بإيحاء من روايات التقليد الكنسي على تصوير يوحنا في لوحاتهم على أنه شاب يافع جدا لم تنبت لحيته بعد، وهو ذو ملامح أنثوية تماما كالعادة التي درجوا عليها برسم شبان إيطاليا في ذلك الوقت، وتجدر الملاحظة إلى وجود بعض اللوحات لهؤلاء الرسامين تظهر الرسل الآخرين أيضا بذات المظهر الإنثوي.

## وصلات خارجية
- شيفرة دا فينشي